# مذهب فردوسی
باورهای مذهبیِ فردوسی اغلب موضوع پژوهش‌ها و گمان‌های فراوانی بوده است. اغلب نتیجه‌گیری‌های معتبر در این باره به آزاداندیشی و آسان‌گیری مذهبی فردوسی گواهی می‌دهند.
برپایهٔ بیت‌هایی در خود شاهنامه و منابع نخستینی چون گزارش‌های نظامی عروضی و نصیرالدین قزوینی، فردوسی یک مسلمان شیعه بود؛ اما برخی از پژوهشگران در سال‌های اخیر دربارهٔ کیش وی اظهار تردید کرده‌اند. برخی تنها او را شیعه نامیده‌اند؛ برخی دیگر همچون ملک الشعرای بهار این پرسش را بیان کرده‌اند که آیا فردوسی شیعهٔ زیدی، اسماعیلی یا دوازده امامی بوده است. نولدکه بر این باور بود که فردوسی شیعه بود، ولی او را جزو غلات شیعه (فرقه‌های افراطی شیعه) نمی‌دانست. شیرانی فردوسی را سنّی یا شیعهٔ زیدی می‌خواند، ولی شیرانی بیشتر دغدغهٔ پشتیبانی از سنی‌مذهب بودن سلطان محمود را دارد. محیط طباطبایی نیز فردوسی را شیعهٔ زیدی می‌دانست. عباس زریاب خویی بحث می‌کند که فردوسی شیعهٔ اسماعیلی است، درحالی‌که احمد مهدوی دامغانی بر این باور است که فردوسی شیعهٔ اسماعیلی است به نظر اکثر مورخان دوازده امامی بودن فردوسی به کلی اشتباه است زیرا که فردوسی با این که در طوس زندگی می‌کرده ولی هیچ اشاره ای به علی بن موسی الرضا نکرده است. تنها گواهی که برای سنّی یا زیدی‌مذهب بودن فردوسی آورده شده است همان بیت‌هایی است که در ستایش ابوبکر، عمر و عثمان در بخش آغازین شاهنامه آورده‌شده، ولی این بیت‌ها هم‌چنان‌که از سیاق آن‌ها برمی‌آید با متن همخوانی ندارند و افزودنی هستند. با کنار گذاردن این بیت‌ها، شکی باقی نمی‌ماند که فردوسی شیعه بوده است. افزون بر این، باید این مطلب را در نظر داشت که طوس از دیرباز کانون تشیع بوده است و نیز خاندان ابومنصور محمد بن عبدالرزاق هم به‌ظاهر شیعه بوده‌اند.
همچنین چندین پژوهشگر (مانند بهرام مشیری) با بررسی ابیاتی که در تحسین علی بن ابی طالب بود دریافتند که آن ابیات با متن همخوانی ندارد و افزودنی است و این پرسش را مطرح کردند اگر فردوسی شیعه بود چرا ناصر خسرو به شیعه اسماعیلی بودن او اشاره ای نکردند و اگر فردوسی شیعه بود چرا عناصر اسلامی در شاهنامه وجود ندارند
به اعتقاد اکثر مورخان فردوسی یک اسماعیلی بوده زیرا که اکثر شیعیان خراسان و قهستان و اکثراً شعرا و دهقانان آنجا اسماعیلی بوده‌اند دلیل دیگر اینکه اگر فردوسی دوازده امامی بود و در طوس زندگی می‌کرد باید حداقل اشاره ای به علی بن موسی الرضا می‌کرد و زیدی بودن او نیز به کلی اشتباه است زیرا زیدیه در خراسان وجود نداشته‌اند و اکثراً در جنوب ایران بوده‌اند. سنی بودن او نیز به کلی رد شده زیرا فردوسی در هزاران بیت شعرش علی بن ابی‌طالب را مورد ستایش قرار داده و تنها در یک بیت در اول شاهنامه از ۴ خلیفه راشدین را مورد ستایش قرار داده و فقط گفته که آنها عادل بودند که اسماعیلیه هم بر همین معتقدند که ۴ خلیفه راشدین عادل بودند و بزرگوار که این هم دلالتی بر دوازده امامی نبودن فردوسی است و نکته بعدی اینکه فردوسی خدا را جوهر دانسته که در همهٔ جهان جاری است و این دقیقاً عقیده اسماعیلیه است که در بین اهل سنت و شیعیان دوازده امامی و زیدی وجود ندارد و او در بسیاری از ابیات با ناصرخسرو وجه اشتراک دارد.
فردوسی در مورد مذهب آسان‌گیر بود و کیش نیاکان خویش را پاس می‌داشت. افزون بر این، به‌نوشتهٔ نولدکه و خالقی مطلق، نشانه‌های ایمان اسلامی ژرف از خود اظهار نمی‌داشت. در واقع فردوسی در شاهنامه گهگاه به ثبت لحظاتی می‌پردازد، که حتی اگر هم برگرفته از منابع ایران باستان بوده‌اند، نمی‌بایست در نوشته‌های یک مسلمان پایبند بیایند. بااین‌حال فردوسی در مورد مذهب خود، تشیع، تعصب داشت و هم‌چنان‌که از دیباچهٔ شاهنامه برمی‌آید او کیش خود را اسلام راستین می‌دانست. یک توضیح این دوگانگی این است که در سده‌های نخستین اسلام در ایران، باور شیعی با مبارزه‌های میهنی در خراسان آمیخته شده‌بود. به‌گونه‌ای‌که خلفای بغداد و طرفداران‌شان در ایران هیچ‌گاه بین «مجوس» (زرتشتیان)، «زندیق» (مانویان)، «قرمطی» (اسماعیلیان) و «رافضی» (شیعیان به‌طور کلی) فرقی نمی‌گذاشتند. فردوسی همان‌گونه که نولدکه بیان می‌دارد بالاتر از همهٔ این گفتگوها «یک یکتاپرست بود که پیوندش را با نیاکانش پابرجا نگاه داشته‌بود.» در برابر این دیدگاه، رسول جعفریان پیوند دادن شعوبیه و تشیع، به‌ویژه غلات و اسماعیلیه را، به‌طور خاص از زمان سلجوقیان می‌داند و بر این باور است که برخی مانند خواجه نظام‌الملک در سیاست‌نامه می‌کوشند با پیونددهی شعوبیه با جنبش‌های ضداسلامی سده‌های دوم و سوم ه‍. ق، باطنیان را با زندیقان و در نهایت شعوبیه را با تشیع مرتبط سازند.
فردوسی به‌راستی خداپرست و یکتاپرست است و این باور بنیادین خود را دربارهٔ همه پهلوانان خود، حتی دربارهٔ اسکندر که در کتاب او یک نفر ترسا خوانده می‌شود، نیز شامل می‌دارد. درهرحال به‌هیچ‌روی نمی‌توان نشانه‌ای یافت که برپایهٔ آن بتوان فردوسی را متعصب مذهبی نامید. بااین‌حال، در برخی جاهای دیگر فردوسی به‌طور قطع و یقین خود را مسلمان قلمداد می‌کند. اما از سویی باید در نظر داشت که بدون چنین اقراری او متهم به روی‌گرداندن از اسلام و در نتیجه محکوم به اعدام می‌شد. چنین به‌نظر می‌رسد که او نسبت به علی بن ابی‌طالب تمایل و دوستی شدیدی داشته؛ که با توجه به این‌که در زمان سلطان محمود تشیع متهم و مظنون بود، پس این‌گونه گفتار و رفتار فردوسی نیازمند علت‌های بیرونی مانند جلب توجه سلطان نبوده است. نولدکه این پرسش را بیان می‌کند که چگونه فردی مانند فردوسی که پرستش ایران باستان در جانش ریشه دوانده، دشمن عرب است و با نرمی دربارهٔ دیگر کیش‌ها داوری می‌کند و دست بالا نیمه‌مسلمانی بیش نیست، این‌گونه نسبت به داماد محمد، پیامبر اسلام، ابراز ارادت می‌کند؛ و ادامه می‌دهد که این‌گونه اندیشه در میان ایرانیان برجسته فراوان است. مانند بیرونی که با این‌که خود را ایرانی می‌داند و اعراب را دوست ندارد، اما تمایل به تشیع دارد. در توضیح این رویکرد، شاپور شهبازی می‌گوید برای بسیاری از ایرانیان که هنوز در اندیشهٔ روزگار پادشاهی باستان بودند و یادگارهای آن را گرامی می‌داشتند و خود را وارث آنان یا بزرگان آن دوران می‌دانستند، اندیشهٔ شیعی، به‌ویژه باور به میراثی‌بودن امامت جذاب بود. این ادعای وراثت پادشاهان یا بزرگان، به خاندان علی بن ابی‌طالب نیز گسترش یافت و امامان شیعه از طریق شهربانو، همسر حسین بن علی، وارث فرّهٔ شاهان ایرانی دانسته شدند. این هماهنگی میان اندیشه‌های شیعی و احساسات میهنی به‌دست بزرگان طوس و دیگر شهرها چنان بود که بسیاری از آنان به زرتشتی‌گری متهم شدند. از سوی دیگر، شهبازی و نیز عبدالحسین زرین کوب بر این باورند که آنچه در شاهنامه از دشمنی با عرب یا اسلام، طرفداری از زرتشتی‌گری یا حتی ضدایرانی بودن به‌چشم می‌آید، همه از منابع کار فردوسی سرچشمه می‌گیرد و از آن‌رو که فردوسی به‌شدت به منابع وفادار بوده، نمی‌توان قاطعانه اندیشه‌های موجود در شاهنامه را با باورهای فردوسی یکی دانست. افزون بر این‌که فردوسی خود هیچ‌گاه از اسلام بدگویی نمی‌کند و در مقام بیان باورهای خویش، از پیامبر اسلام و خاندان او با احترام فراوان یاد می‌کند.